# Kofi Schulz
Kofi Yeboah Schulz (sinh ngày 21 tháng 7 năm 1989), hay đơn giản Kofi, là một cầu thủ bóng đá người Ghana-Đức thi đấu cho FC St. Gallen.

## Sự nghiệp
Schulz thi đấu ở hệ thống trẻ củaHertha BSC, trước khi rời đi năm 2004 để đến Anh, ký hợp đồng với Milton Keynes Dons như là cầu thủ học viện. Sau đó anh chuyển đến AFC Kempston Rovers trải qua 3 mùa giải tiếp theo ở Đội vô địch Division One. Anh trở lại Đức năm 2011 để ký hợp đồng với SV Babelsberg 03 của 3. Liga, lại có màn ra mắt trước 1. FC Heidenheim. Anh rời Babelsberg năm 2013 và ký hợp đồng cho KFC Uerdingen 05.